# Hazrat Hamza-moskee
De Hazrat Hamza-moskee is een moskee in Porto, een havenstad in het noorden van Portugal. Het gebouw bevindt zich in het centrum, vlak bij het station São Bento en niet ver van de rivier Douro.
In de moskee bevindt zich naast een ruimte voor mannen ook een vrouwenruimte om te bidden. De moskee biedt ook mogelijkheden om te douchen en een kleine wassing te doen.